# قطعات اکازاکی

در طول همانندسازی دی‌اِن‌اِی با بازشدن دو رشته و تشکیل دوراهی همانندسازی، یکی از دو رشته دارای جهت ′۵→′۳ و دیگری دارای جهت ′۳→′۵ است. رشتۀ دارای ′۵→′۳ را رشتۀ پیشرو نامند که جهت آن برای حرکت دی‌ان‌ای پلیمرازها (پلیمراز III در پروکاریوت‌ها) مناسب است، همانندسازی این رشته به حالت ممتد یا پیوسته انجام می‌شود؛ رشتۀ دیگر را که از محل مبدأ دارای جهت ′۳→′۵ است رشته پیرو نامند که به اصطلاح جهت آن برای حرکت دی‌ان‌ای پلیمرازها مناسب نیست، همانندسازی این زنجیره به‌طور منقطع (ناپیوسته) و به صورت قطعات دی‌ان‌ای جدا از هم انجام می‌شود که آن‌ها را به افتخار محققانی که برای اولین بار چگونگی همانندسازی رشتۀ پیرو را کشف کردند (ریجی و سونیکو اکازاکی)، قطعات اکازاکی (انگلیسی: Okazaki fragments) نامند.